# 上三川町立本郷小学校
上三川町立本郷小学校（かみのかわちょうりつ ほんごうしょうがっこう）は、栃木県河内郡上三川町東蓼沼にある公立小学校。
児童数は117人で、学級数は特別支援学級を含めて7学級である（2024年時点）。

## 沿革

### 略歴
1872年（明治5年）に学制が発布されると、各村には学校が相次いで創立した。1873年（明治6年）5月、上郷村の旧安養寺に上郷学舎が開校し、6月には東汗村の満願寺に培養学舎が開校した。翌1874年（明治7年）12月には、本郷小学校の前身にあたる東蓼沼学舎が東蓼沼村の萬福寺に開校した。その後小学校令や国民学校令などにより校名を改め、1955年、現在の校名である上三川町立本郷小学校に改称した。

### 年表
- 1873年（明治6年）
  - 5月2日 - 上郷村に上郷学舎が開校（本郷南尋常小学校の起源）[3][4]。
  - 6月11日 - 東汗村に培養学舎が開校（本郷北尋常小学校の起源）[5][3]。
- 1874年（明治7年）12月7日 - 東蓼沼村萬福寺に東蓼沼学舎が開校（当校の起源）[4]。
- 1885年（明治18年）1月1日 - 東蓼沼学校に改称[3]。
- 1888年（明治21年）
  - 1月15日 - 東蓼沼小学校に改称[4]。
  - 1月20日 - 校舎を増築[4]。
- 1892年（明治25年）12月25日 - 本郷中尋常小学校に改称[4]。
- 1896年（明治29年）9月17日 - 高等科を併設し、本郷尋常高等小学校に改称[3]。
- 1902年（明治35年）9月28日 - 暴風により校舎が倒壊[4]。
- 1903年（明治36年）10月27日 - 新校舎を落成[4]。
- 1909年（明治42年）4月6日 - 本郷南、本郷北尋常小学校を統合し、分教場に移行[6]。
- 1917年（大正6年） - 農業補習学校を併設[7]。
- 1941年（昭和16年）
  - 2月13日 - 皇紀2600年を記念し、校門を設置[8]。
  - 4月1日 - 国民学校令施行により、本郷村立本郷国民学校に改称[3]。
- 1947年（昭和22年）4月1日 - 学制改革により、本郷村立本郷小学校に改称[3]。本郷中学校を併設（1948年まで）[9]。
- 1955年（昭和30年）4月29日 - 上三川町への合併により、上三川町立本郷小学校に改称[4]。
- 1960年（昭和35年）11月17日 - 校歌を制定[3]。
- 1965年（昭和40年）11月 - 体育館を落成[10]。
- 1976年（昭和51年）7月26日 - 新校舎を落成[3]。
- 1977年（昭和52年）4月1日 - 南分校を統合[3]。
- 1982年（昭和57年）4月1日 - 北分校が本郷北小学校として独立[3]。
- 2002年（平成14年）3月 - 新体育館を落成[11]。
- 2005年（平成17年）2月8日 - プールを落成[3]。
- 2007年（平成19年）4月 - 松下教育研究財団助成実践校および日産科学振興財団助成校に指定される（2年間）[3]。
- 2008年（平成20年）8月23日 - 土俵を設置[3]。
- 2010年（平成22年）4月1日 - 文部科学省より研究開発学校に指定される[3]。
- 2012年（平成24年）11月27日 - 耐震補強・大規模改修工事を実施[3]。
- 2019年（平成31年）4月 - 学校運営協議会を設置（コミュニティスクールとなる）[12]。

## 学校施設
主な施設。校地面積は19,471平方メートルである。
- 校舎 - 1976年竣工[11]。面積3,550平方メートル[1]。
- 体育館 - 2002年竣工[11]。面積1,274平方メートル[1]。
- プール - 2005年竣工[3]。面積は1,162平方メートルで、うち槽は403平方メートル[1]。

## 学区
以下の行政区域が対象。
- 上郷一区、上郷二区（上三川地番以外）、上郷三区、上郷四区、上郷五区、西蓼沼、東蓼沼西、東蓼沼東、中根、向川原、東汗東、東汗西、上文挾[13]

## 進学先の中学校
- 上三川町立本郷中学校[13]

## 周辺
- 満福寺
- 蓼沼保育園
- 本郷郵便局